# Montepulciano
Montepulciano település Olaszországban, Toszkána régióban, Siena megyében. Lakosainak száma 13 274 fő (2023. január 1.). Montepulciano Chiusi, Torrita di Siena, Castiglione del Lago, Chianciano Terme, Cortona és Pienza községekkel határos.

## Népesség
A település lakossága az elmúlt években az alábbi módon változott:
| Lakosok száma | 14 033 | 13 984 | 13 274 |
|               | 2017   | 2018   | 2023   |